# Blandyna
Blandyna – żeńska forma imienia Blandyn, utworzona od łac. przymiotnika blandinus (ż. blandina), w znaczeniu „powabny, wdzięczny, czarujący, ew. uprzejmy, przyjacielski”.
Blandyna obchodzi imieniny 2 czerwca i 5 listopada.
Osoby noszące imię Blandyna:
- św. Blandyna  z Lyonu – męczennica z II w. n.e.
- bł.  Blandyna od Najświętszego Serca Jezusowego (1883–1918) – niemiecka urszulanka[1]
- Sługa Boży Blandina Segale – włoska zakonnica[3]
- Blanka Danilewicz, właśc. Blandyna Danilewicz (ur. 1937) – dziennikarka, reporter telewizyjny, filmowiec
- Blandyna Kaniewska-Wójcik (1948–2008) – polska konserwatorka dzieł sztuki

## Święci Cerkwi Prawosławnej[4]
- św. Blandyna z Lyonu – męczennica[5],